# Регенеративный теплообменник
Регенеративный теплообменник, иногда просто регенератор (н.-лат., от лат. regenerare — давать новую жизнь, возрождать, перерождать), — в теплотехнике, теплообменник, в котором передача теплоты осуществляется посредством попеременного соприкосновения теплоносителей разной температуры с одними и теми же поверхностями устройства.

## Принцип работы
Соприкасаясь с «горячим» теплоносителем стенки регенеративного теплообменника нагреваются, а впоследствии, при контакте с «холодным» теплоносителем — охлаждаются, нагревая его.

## Виды регенеративных теплообменников
- Регенеративные теплообменники с периодическим переключением теплоносителей состоят из одной или нескольких камер, в которые поочерёдно поступают «горячий» и «холодный» теплоносители.[4][5]
- Регенеративные теплообменники с непрерывным переключением теплоносителей, в которых  либо теплопередающая поверхность подвижна и поочерёдно входит в зону омывания теплоносителями, либо неподвижна, но при этом непрерывно вращаются специальные роторы с  патрубками или иными каналами для «горячих» и «холодных» теплоносителей.[4][5]

## Разновидности регенеративных теплообменников
К регенеративным теплообменникам относятся:
- Доменные воздухонагреватели (кауперы) — классические регенеративные теплообменники с периодическим переключением теплоносителей.
- Роторные рекуператоры (роторные рекуперативные теплообменники) или просто роторные теплообменники — относятся к классу регенеративных теплообменников с непрерывным переключением теплоносителей. Наиболее широкое применение данные устройства получили в системах приточно-вытяжной вентиляции и в теплоэнергетике. В роторном теплообменнике передача тепла от горячего газа к холодному осуществляется через вращающийся цилиндрический ротор, состоящий из пакета тонких металлических пластин. Горячий газ нагревает пластины, после чего они перемещаются в поток холодного газа, тем самым передавая ему тепло.[6] Роторные теплообменники также устанавливают в крупных котельных установках на тепловых электростанциях для утилизации тепла уходящих из котла дымовых газов (нагрева воздуха, нагнетаемого вентилятором к горелкам котла).